# Петър Сапов
Петър Сапов е кмет на Шумен в интервала 9 януари 1922 – 16 март 1923, след което е назначен за главен секретар на вътрешното министерство при Правителството на Александър Стамболийски, като замества подалия оставка Юрдан Вишоградски.